# Коблсхајм
Коблсхајм (фр. Kolbsheim) насеље је и општина у Француској у региону Алзас, у департману Доња Рајна.
По подацима из 2006. године у општини је живело 839 становника, а густина насељености је износила 252 становника/km².

## Демографија
| 1962. | 1968. | 1975. | 1982. | 1990. | 2006. | 2011. |
| ----- | ----- | ----- | ----- | ----- | ----- | ----- |
| 508   | 509   | 604   | 633   | 668   | 839   | 823   |